# Coupe de Luxembourg 1947-1948
La Coppa di Lussemburgo 1947-1948 è stata la 23ª edizione della coppa nazionale lussemburghese disputata tra il 5 ottobre 1947 e il 25 aprile 1948 e conclusa con la vittoria dello Stade Dudelange, al suo secondo titolo.

## Formula
Eliminazione diretta in gara unica.

## Aggiornamenti
Il nuovo regolamento prevede la partecipazione delle sole squadre di Division d'Honneur e di 1. Division.

## Turno preliminare
| Squadra 1                | Risultato | Squadra 2             |
| ------------------------ | --------- | --------------------- |
| 5 ottobre 1947           |           |                       |
| Alliance Dudelange       | 6 − 1     | Sporting Bettembourg  |
| Grevenmacher             | 3 − 1     | Red Black Pfaffenthal |
| Jeunesse 07 Kayl         | 0 − 3     | Spora Luxembourg      |
| Jeunesse Esch            | 7 − 3     | Chiers Rodange        |
| Progrès Niedercorn       | 5 − 2     | Tetange               |
| Rumelange                | 4 − 0     | Avenir Beggen         |
| The National Schifflange | 5 − 1     | Young Boys Diekirch   |

## Ottavi di finale
| Squadra 1                | Risultato | Squadra 2          |
| ------------------------ | --------- | ------------------ |
| 1º novembre 1947         |           |                    |
| Jeunesse Esch            | 2 − 1     | Fola Esch          |
| Pétange                  | 1 − 4     | Rumelange          |
| Progres Niedercorn       | 3 − 2     | Racing Rodange     |
| Red Boys Differdange     | 2 − 1     | US Dudelange       |
| Stade Dudelange          | 3 − 1     | Alliance Dudelange |
| The National Schifflange | 2 − 5     | Oberkorn           |
| Union Luxembourg         | 1 − 7     | Spora Luxembourg   |

## Quarti di finale
| Squadra 1        | Risultato | Squadra 2            |
| ---------------- | --------- | -------------------- |
| 7 dicembre 1947  |           |                      |
| Jeunesse Esch    | 4 − 3     | Progrès Niedercorn   |
| Rumelange        | 4 − 1     | Grevenmacher         |
| Spora Luxembourg | 0 − 1     | Red Boys Differdange |
| Stade Dudelange  | 6 − 0     | Oberkorn             |

## Semifinali
| Squadra 1            | Risultato | Squadra 2     |
| -------------------- | --------- | ------------- |
| 1º febbraio 1948     |           |               |
| Red Boys Differdange | 6 − 1     | Rumelange     |
| Stade Dudelange      | 5 − 1     | Jeunesse Esch |

## Finale
| Arbitro: | Hilger |

|            |           |  |
| Kettel 99’ | Marcatori |  |

| Stade Dudelange | Red Boys Differdange |

### Formazioni
| Stade Dudelange |    |                    |  |     |  |
|                 |    |                    |  |     |  |
| POR             | 1  | Bernard Michaux    |  |     |  |
| DIF             | 2  | Nicolas Birtz      |  |     |  |
| DIF             | 3  | Rémy Wagner        |  |     |  |
| DIF             | 4  | Nicolas Witry      |  |     |  |
| DIF             | 5  | Ernest Michaux     |  |     |  |
| DIF             | 6  | Ferdinand Magnaghi |  |     |  |
| CEN             | 7  | Paul Feller        |  |     |  |
| CEN             | 8  | Jean Becker        |  |     |  |
| ATT             | 9  | Nicolas Kettel     |  | 99’ |  |
| ATT             | 10 | Victor Feller      |  |     |  |
| ATT             | 11 | Emile Girtgen      |  |     |  |
| A disposizione: |    |                    |  |     |  |
| Allenatore:     |    |                    |  |     |  |
| ?               |    |                    |  |     |  |

| Red Boys Differdange |    |                   |  |  |  |
|                      |    |                   |  |  |  |
| POR                  | 1  | Marcel Simon      |  |  |  |
| DIF                  | 2  | Nicolas May       |  |  |  |
| DIF                  | 3  | Charles Karpen    |  |  |  |
| DIF                  | 4  | Léon Spartz       |  |  |  |
| DIF                  | 5  | Dominique Wantz   |  |  |  |
| DIF                  | 6  | Raymond Orlando   |  |  |  |
| CEN                  | 7  | Gaston Knerr      |  |  |  |
| CEN                  | 8  | Arthur Barthel    |  |  |  |
| ATT                  | 9  | Carino Vacchiani  |  |  |  |
| ATT                  | 10 | Dominique Camarda |  |  |  |
| ATT                  | 11 | Pierre Schaack    |  |  |  |
| A disposizione:      |    |                   |  |  |  |
| Allenatore:          |    |                   |  |  |  |
| ?                    |    |                   |  |  |  |